# Rio Negro (vattendrag i Brasilien, Tocantins)
Rio Negro är ett vattendrag i Brasilien.   Det ligger i delstaten Tocantins, i den centrala delen av landet, 700 km norr om huvudstaden Brasília.
Omgivningarna runt Rio Negro är huvudsakligen savann. Trakten runt Rio Negro är nära nog obefolkad, med mindre än två invånare per kvadratkilometer.